# Canavalia centralis
Canavalia centralis är en ärtväxtart som beskrevs av St.John. Canavalia centralis ingår i släktet Canavalia och familjen ärtväxter. Inga underarter finns listade i Catalogue of Life.